# Chromatische toonladder
In de muziekleer is een chromatische toonladder (afgeleid van het Griekse χρώμα : chroma = kleur) iedere twaalf-deling van het octaaf met bij benadering gelijke toonstappen.  Het gaat daarbij om iets anders dan een in een compositie voorkomende chromatische figuur (loopje): een stijgende of dalende reeks van na elkaar klinkende tonen van (vrijwel) gelijke duur en sterkte, met toonhoogten als in een bepaalde chromatische toonladder.  Ook in deze tweede betekenis wordt de aanduiding 'chromatische toonladder' wel gebruikt.

## Soorten en gebruikssituaties
Bij een gelijkzwevende chromatische ladder (of: een chromatische ladder in gelijkzwevende stemming) zijn alle twaalf toonstappen precies gelijk.
Bij een reine chromatische ladder (een chromatische ladder in reine stemming) zijn alle stappen heeltallige verhoudingen; zoals: pythagoreïsche chromatische ladders,  vijf-limiet stemming chromatische ladders,  zeven-limiet stemming chromatische ladders.
De aanduiding chromatische Zarlinoladder zou gebruikt kunnen worden voor de met vijf tussentonen aangevulde 7-tonige ladder van Zarlino; dit leidt echter op geen enkele manier tot een in de muziekpraktijk bruikbaar resultaat.
Niet-reine chromatische ladders vormen de toonvoorraad van middentoonstemmingen, getempereerde stemmingen en welgetempereerde stemmingen.

## Notatievarianten in het notenschrift
Over de keuze van voortekens bij het noteren van chromatische tonen en chromatische loopjes (veelal niet juist één octaaf lang) in notenschrift zijn de vakmusici het niet altijd eens. 
Bij de keuze tussen kruis of mol geeft het minimaliseren van het aantal benodigde herstellingstekens nogal eens de doorslag (daarom: kruisen bij een stijgend loopje, mollen bij een dalend).